# 南怀仁 (南京主教)
南怀仁（Gottfried Xaver von Laimbeckhoven, S.J.1707年1月9日—1787年5月22日）奥地利耶稣会士，天主教南京教区主教（1752年5月15日—1787年5月22日），与曾作钦天监监正的比利时籍神父南怀仁(Ferdinand Verbiest，1623-1688)的中文同名。

## 早年：奥地利
1707年1月9日，南怀仁出生于奥地利维也纳，是约翰·费迪南德·莱姆贝克霍芬和伊丽莎白、恩·冯·塞伦鲍六个孩子中最年幼的一个。他的父亲是帕绍采邑主教的议员和市长，1718年9月9日提升为贵族。
1722年1月27日（15岁），南怀仁加入耶稣会，他先在莱奥本和格拉茨学习，然后到维也纳学习数学和神学，准备服务于北京的宫廷。1735年（28岁）晋升神父。同年前往里斯本登船，前往中国。

## 藏身中国五十年
1738年8月5日，在他离开维也纳三年后，他的船抵达澳门。当时正处于百年禁教时期，清朝禁止传教士进入和工作，并迫害教友。南怀仁冒险前往中国传教。他曾在湖广省当神父。1746年，他被任命为Visitator。他一年旅行11个月，8个月在水上，3个月在山上。
1752年5月15日（45岁），教宗本笃十四世任命南怀仁接替方主教（Francesco de Santa Rosa de Viterbo），担任天主教南京教区主教。然而，由于信息不畅，他直到1754年才得知这个任命，1755年7月20日在澳门祝圣。1757年又兼任北京教区。
1752年，南怀仁被任命为南京主教。晚年的南怀仁主教潜藏于松江府浦东的天主教信徒集居的村庄汤家巷(今周浦军民路天主堂处)。他化装成农夫渔民，藏身于小船上，四处漂泊，以躲避官府的搜捕，1784年，南怀仁在汤家巷制定《昭事堂规》，以规范禁教时期教友的宗教生活。
1757年，北京教区索智能主教（Polycarpe de Souza, S.J.，1740年－1757年）去世，由南怀仁署理，长达20年之久，直到1778年，才有奥斯定会的安德义主教（Damascenus Salutti, O.S.A.，1778年－1781年）接任北京主教。1775年，南怀仁主教在北京，不得不下令解散耶稣会。
1787年（乾隆五十二年）5月22日，南怀仁主教于上海浦东汤家巷去世，享年80岁。南怀仁安葬于苏州白鹤山（今高新区朝红村）。
南怀仁主教在中国传教长达49年之久。两起影响深远的事件也影响到他的逗留：中国礼仪之争,以及已经提到的取缔耶稣会。此外，传教会内部也发生了争议，特别是在1774-1789年期间。
南怀仁主教除了教牧书信，其中包括三封中文信件之外，还写过一篇，描述从热那亚到澳门的远洋航行（1735年至1738年），除了官方信件外，他还与亲友进行了广泛的通信。